# Beautiful, Dirty, Rich
„Beautiful, Dirty, Rich” – utwór wydany 16 września 2008 roku przez amerykańską piosenkarkę Lady Gagę, w charakterze singla promującego jej debiutancki album − The Fame (2008). 
Początkowo „Beautiful, Dirty, Rich” miał się ukazać jako drugi singel promujący krążek, jednak plany te wycofano na rzecz utworu „Poker Face”. Pomimo braku promocji kompozycji w mediach, piosenka znalazła się na oficjalnym notowaniu UK Singles Chart jedynie dzięki wysokiej sprzedaży utworu za pośrednictwem witryn internetowych.

## Informacje o utworze
Mimo że „Beautiful, Dirty, Rich” nigdy nie został wydany jako singel, znalazł się on na 83. miejscu notowania UK Singles Chart. Kompozycja zajęła miejsce na liście jedynie dzięki popularności albumu The Fame na Wyspach Brytyjskich co przyczyniło się do częstego pobierania utworu w formie pojedynczej z całej listy nagrań krążka. Piosenka zajmowała pozycje w Top 100 notowania przez trzy tygodnie.
Utwór stworzony został oraz wyprodukowany przez samą wokalistkę i Roba Fusariego, który miał swój wkład w cztery kompozycje z listy nagrań albumu The Fame. Tekst kompozycji napisany został przez Germanottę w roku 2006, natomiast stworzyła go ona w momencie życia, w którym często imprezowała oraz zażywała używki. W wywiadzie, Gaga wyznała, iż jeden z wersów piosenki został zainspirowany rozmową telefoniczną prowadzoną przez znajomego artystki.
Kompozycja została wykorzystana w kampanii promocyjnej serialu Seks, kasa i kłopoty emitowanego przez amerykańską stację telewizyjną ABC.

## Teledysk
Do utworu został nagrany teledysk, który wyreżyserowała Melina Matsoukas. Klip został wydany we wrześniu 2008 za pośrednictwem oficjalnej witryny internetowej wokalistki. Teledysk wydany został w wersji standardowej oraz wzbogaconej o dodatkowe kadry z serialu Seks, kasa i kłopoty.
Teledysk ukazuje ujęcia przedstawiające wokalistkę w klubie wśród tłumu bawiącą się i śpiewającą. Klip utrzymany został w podobnej stylistyce co fabuła serialu. Klip zawiera również sceny, w których Gaga leżąc na forepianie w charakterystycznej pozie śpiewa do mikrofonu lub rozrzuca pieniądze wokół siebie. W teledysku występuje również jeden z producentów Gagi, DJ Space Cowboy.

## Pozycje na listach
| Lista przebojów (2009) | Najwyższa pozycja |
| ---------------------- | ----------------- |
| UK Singles Chart       | 83                |